# 東座 (塩尻市)
東座（あずまざ）は、長野県塩尻市大門四番町4-8にある映画館。塩尻東座（しおじりあずまざ）とも呼ばれる。121席の1号館、58席の2号館の2スクリーンを有する。塩尻市内唯一の映画館である。運営会社は株式会社塩尻劇場であり、経営者は合木こずえ。

## 歴史

### 戦前の歴史
1922年（大正11年）には小林金一郎ら14人によって、東筑摩郡塩尻町の大門区に芝居小屋の建設が計画された。資本金は1万2000円であり、1株20円で株式が募集されている。同年4月に着工し、9月17日に東座が開業した。舞台開きには市川ぼたん一座を招き、3日間で2000人以上の客が入る大入りだった。
東座は同じ街道沿いにあった塩尻遊廓とともに客を集めた。その後、昭和に入って映画も上映するようになり、芝居の興行と映画の上映の双方を行う劇場となった。1937年（昭和12年）時点の塩尻町における娯楽施設には東座と塩尻電気館があったが、いずれも山田興業部によって経営されている。

### 戦後の歴史
戦後の1948年（昭和23年）に常設映画館となったが、塩尻東座の経営者は次々と交代した。1954年（昭和29年）、松本市のエンギザに勤めていた合木茂夫が支配人として赴任し、道路をまたぐ横断幕を作成したり、伴淳三郎主演の『二等兵物語』シリーズの際には二等兵の格好をして練り歩いた。入場ポイントが10回分たまると1回無料という、当時としては画期的なポイントサービスも導入した。当時は東宝と松竹作品の上映館だった。1950年代後半の塩尻町には塩尻東座、塩尻映画劇場、塩尻電気館の3館があった。
日本の映画館数がピークを迎えた1960年（昭和35年）、合木茂夫が建物を買い取って独立した。初代東座は2階が畳敷きであり、客は座布団を持ち込んで鑑賞した。雷で停電して映写が止まった際には、怒った客が投げたとうもろこしでスクリーンが破損したこともあった。近くの神社で達磨市がある夜には、夜間にも始発電車を待つ客でにぎわい、オールナイト上映を開始するきっかけとなった。

### 建て替え
建物が面する道路が拡張される際には閉館も検討したが、1965年（昭和40年）、裏手の土地を確保して現在の建物に建て替えられた。1号館では封切からしばらく経った作品を二本立で上映した。日活がにっかつに改称した1979年（昭和54年）頃、雀荘として使用されていた建物の2階を改装して成人映画専門の2号館とした。『映画館名簿』では1981年（昭和56年）版から塩尻東座2号館が掲載されている。やがて1号館は開店休業状態となり、成人映画館である2号館の集客に頼る日々が続いた。

### 自主上映会の開催

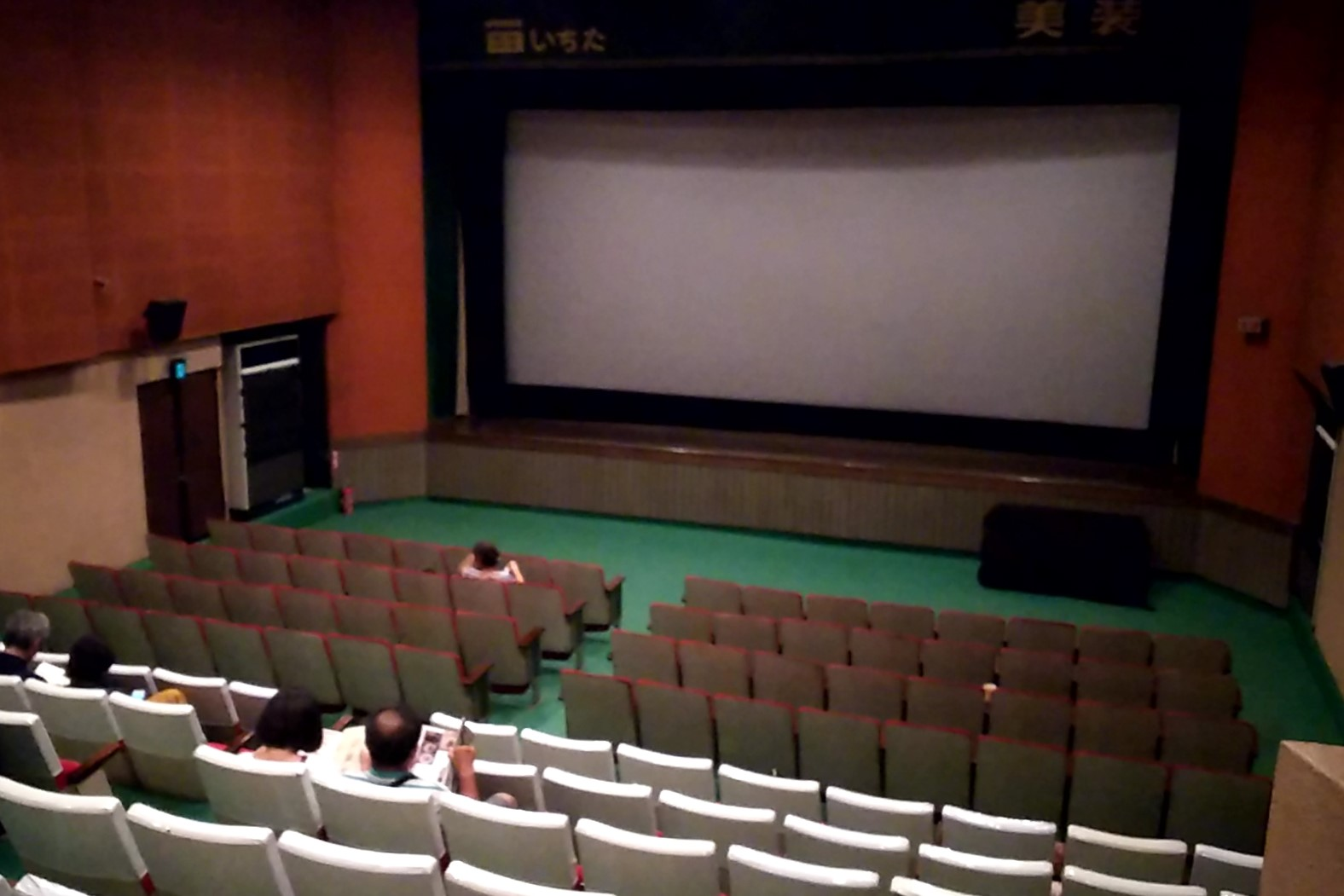
塩尻東座1のホール

合木茂夫の娘である合木こずえは石原裕次郎や小林旭など活躍を見て育ち、俳優を志して塩尻から上京した。東京のテレビ制作会社に勤務していたが、1994年（平成6年）に故郷の塩尻東座に戻って経営を手伝うようになった。
松本市で自主上映会を主宰する宮崎善文らの協力を得て、1995年（平成7年）秋に塩尻市出身の古厩智之監督の長編デビュー作『この窓は君のもの』を自主上映すると、地元紙にも大きく取り上げられるような成功を収めた。こうして自主上映会フロム・イースト（FROM EAST）が発足し、ファンクラブの会員も少しづつ増加した。合木こずえは都内でテレビ番組の構成作家やシネマコラムニストを務めながら、フロムイーストのために毎月帰郷するという生活を続けた。同年には原將人の演出によるドキュメンタリー「細腕映画館主奮戦記」が放送され、塩尻東座とフロム・イーストの宣伝となった。「細腕映画館主奮戦記」を観た小説家のねじめ正一は実際に塩尻東座を訪れている。1996年（平成8年）3月下旬には、『ゴジラvsデストロイア』の公開に合わせてイベント「朝まで生ゴジラ」を開催し、特撮映画監督や視覚効果の巨匠などを招いた。

### 近年の動向
2003年（平成15年）11月30日には塩尻映画劇場が閉館し、塩尻市の映画館は塩尻東座のみとなった。
2010年（平成22年）には合木茂夫が病気で倒れたことで、合木こずえが東座の社長に就任した。2011年（平成23年）には合木茂夫が死去した。
2022年（令和4年）9月には創業100周年を迎えた。

## データ
- 所在地：長野県塩尻市大門四番町4番8号
- アクセス : JR中央本線・篠ノ井線塩尻駅から徒歩16分
- 座席数：1号館（121席）、2号館（58席）

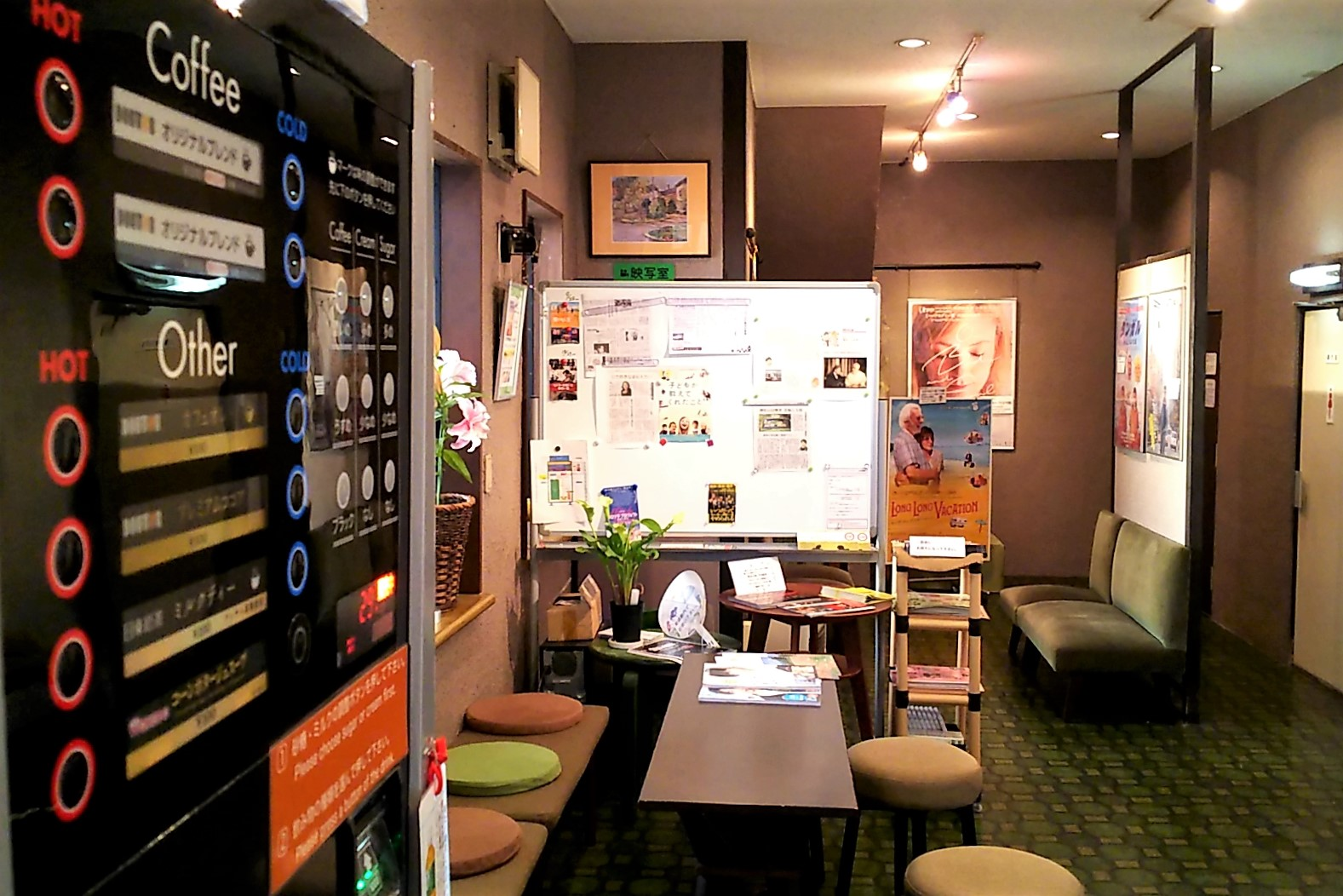
ロビー
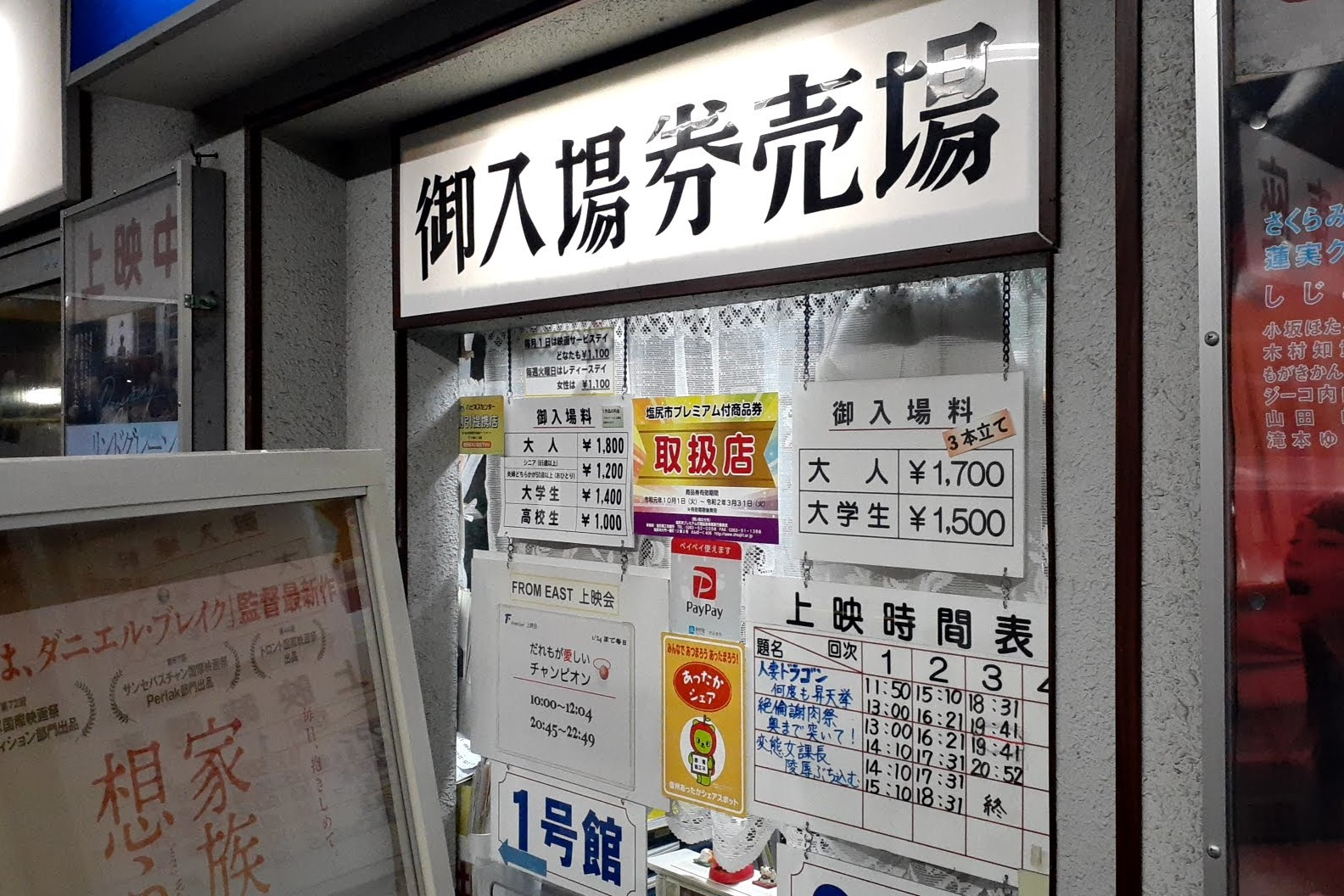
入場券売場
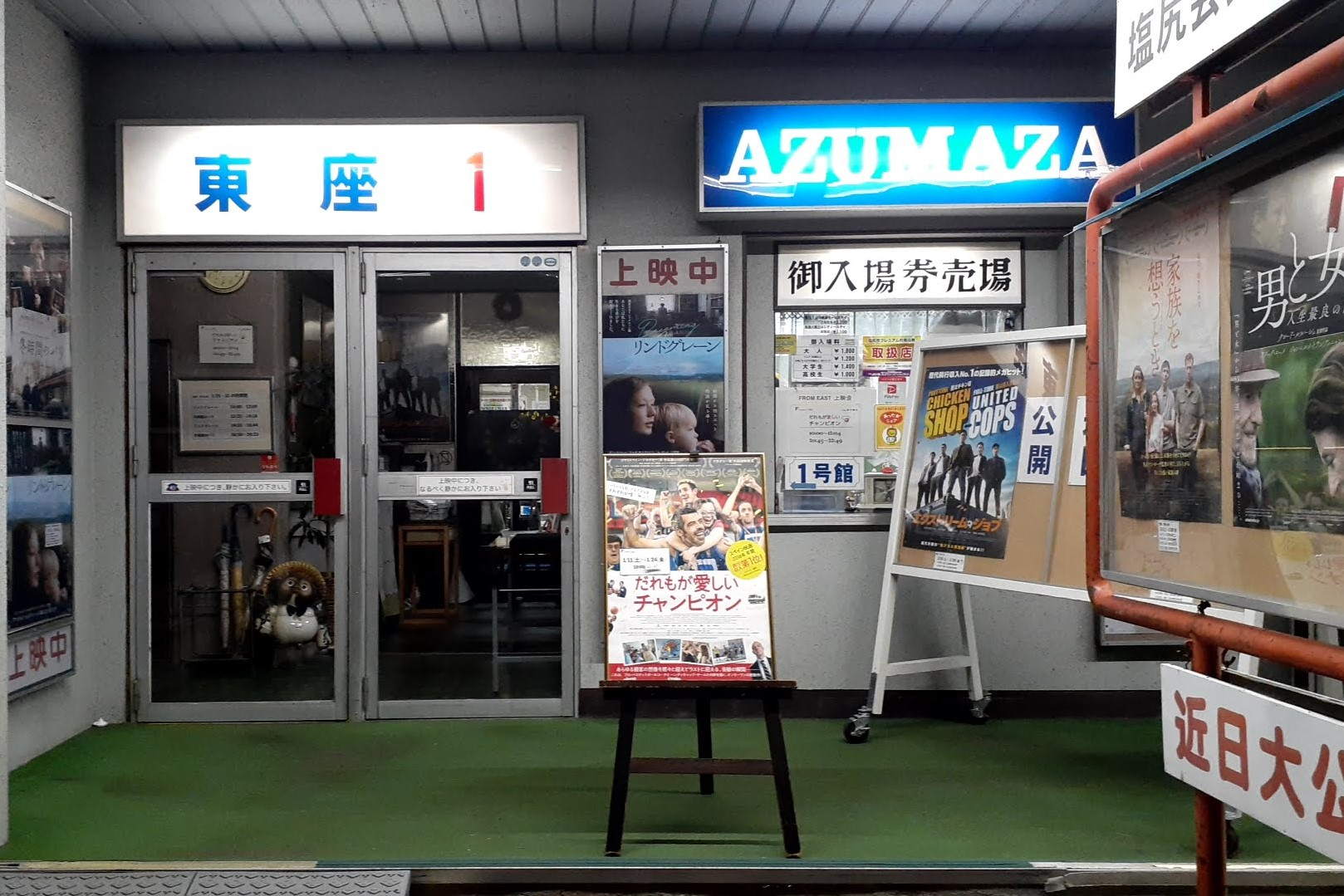
建物入口
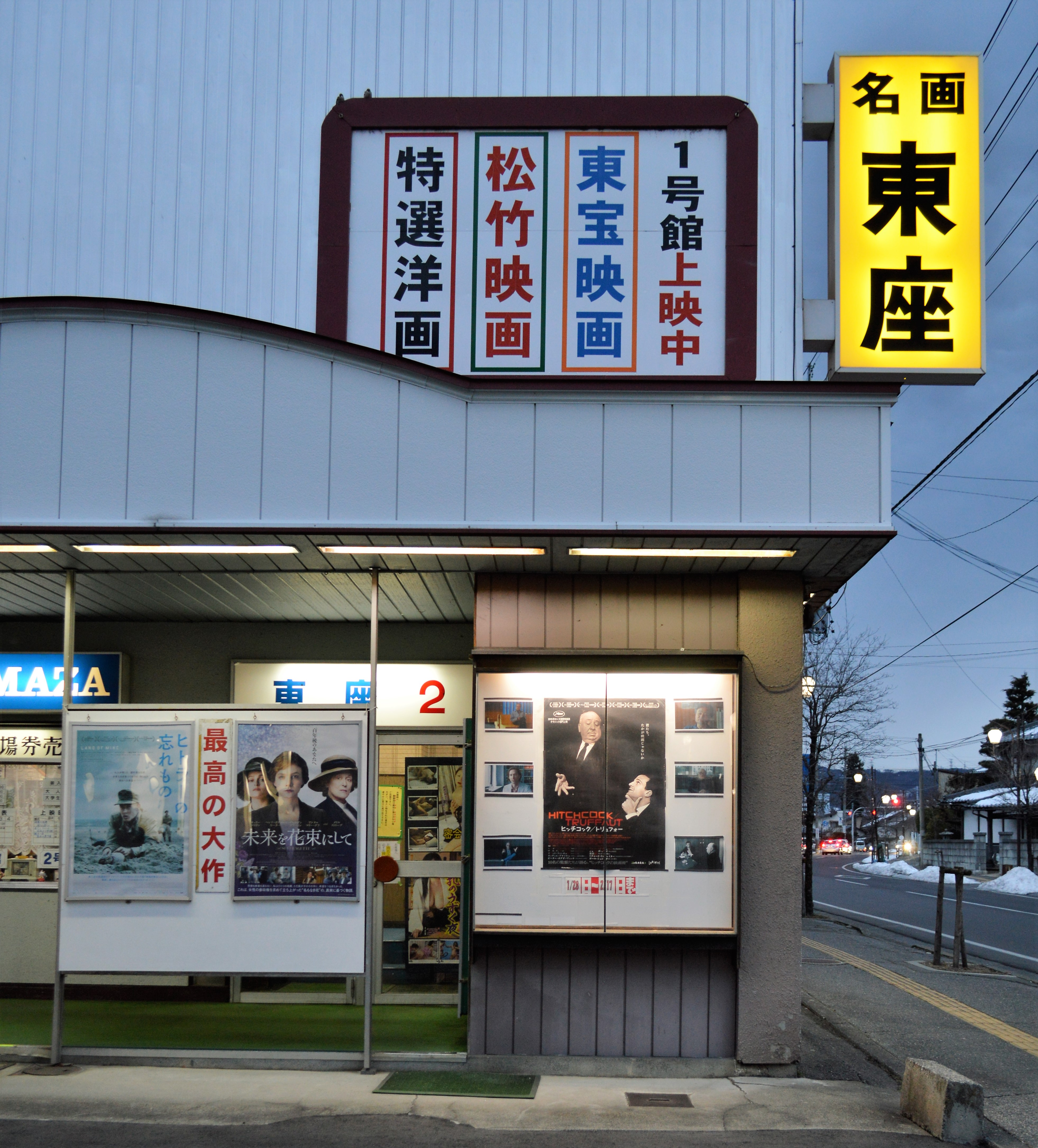
看板